# ECMレコード
ECMレコード（英: Editions of Contemporary Music、ECM Records）は、1969年、西ドイツ（当時）ミュンヘンにマンフレート・アイヒャーによって設立されたレコード会社。主要な配給元はユニバーサル ミュージック グループである。
ジャズを主としたレーベルであり、アメリカやヨーロッパ各国のミュージシャンのアルバムをリリースしている。また、ECM New Seriesにて現代音楽や古楽などのクラシックも手がけている。

## 沿革
- 1969年 マンフレート・アイヒャーにより設立。ECM 1001のマル・ウォルドロン -『Free At Last』をリリース。
- 1984年 ECM New Seriesリリース開始。アルヴォ・ペルト -『Tabra Rasa』をリリース。
- 1992年 ECM 1500のヤン・ガルバレク - 『Twelve Moons』をリリース。
- 1993年 ヤン・ガルバレク&ヒリヤード・アンサンブル -『オフィチウム』がレーベル最大のヒットとなる。
- 2002年・2004年 レーベルを代表する20人のアーティストそれぞれの自薦ベスト集":rarum Serected Recordings"シリーズをリリース。新たにデジタルリマスターを施している。
- 2008年 ECM誕生40周年を記念して、"Touchstones"シリーズをリリース。紙製の簡易ジャケット仕様40タイトルを、それぞれ9.9ユーロで数量限定販売。

## スタイル
このレーベルの音作りのコンセプトとして"The Most Beautiful Sound Next To Silence"（「沈黙の次に美しい音」）がしばしば言及される。わずかにリバーブのかかった音作りは、このレーベル独特の空気感を生み出している。美しいジャケットデザインも評価が高い。レコーディングは全世界で行われているが、メイン・スタジオはノルウェーのオスロにあるレインボー・スタジオ。専属のエンジニアにヤン・エイク・コングスハウクがいる。またレーベル全体が統一感をもって企画されているため、レーベル自体が固定ファンを獲得している。キース・ジャレットはこのレーベル随一の人気を誇るアーティストである。
レコード番号には通し番号を採用しているが、全番号が埋まっている訳ではなく、正確なリリース順でもない。1200、1300といったいわゆる「キリ番」は、キース・ジャレットとヤン・ガルバレクの2人がほとんどを占める。
プロデュースは創設者のアイヒャーが直接的に関わっている事が多い。スティーブ・レイクもまた創設当初からのプロデューサーであり、ライターとしてプレス・リリースやライナーノーツも手がけている。彼は2007年には「The Music Of ECM」を出版した。2010年代は2012年に入社したサンフランシスコ出身の韓国人サン・チョンがアイヒャーの元でプロデュース業を学び、アーロン・パークス(ピアノ)、アンドリュー・シリル(ドラム)、キット・ダウン(オルガン/ピアノ)、ベン・モンダー(ギター)等のプロデュースも行っていた。アイヒャーの『後継者』とも目されていたチョンだが、2020年にアイルランドでレーベルRed Hook Recordsを設立し、独立した。

## ECM New Series
1980年代よりスティーヴ・ライヒやアルヴォ・ペルト作品の紹介を手始めに、現代音楽のリリースも行うようになった。現在は現代音楽以外にも、古楽、バロック音楽などにも充実したラインナップを持つ。アイヒャー自身、このレーベルのタイトルによってグラミー賞最優秀クラシック・プロデューサー賞を数回受賞している。ギドン・クレーメル、アンドラーシュ・シフなど大物の演奏家もこのレーベルから新作をリリースするなど、ジャズだけでなくクラシック界からの評価も高い。

## 代表的なアーティスト

### ECM
| - L. シャンカル (en:L. Shankar) - アート・アンサンブル・オブ・シカゴ - アジマス - アリルド・アンダーセン (en:Arild Andersen) - アヌアル・ブラヒム - ヴァシリス・ツァブロプーロス - ヴォルフェルト・ブレデローデ - エヴァン・パーカー - エバーハルト・ウェーバー - エグベルト・ジスモンチ - エンリコ・ラヴァ - オレゴン - カーラ・ブレイ - キース・ジャレット - クリス・ポッター - ゲイリー・バートン - ゲイリー・ピーコック - ケニー・ホイーラー* - ケティル・ビヨルンスタ - コリン・ウォルコット - シニッカ・ランゲラン (en:Sinikka Langeland) - ジャック・ディジョネット - ジョン・アバークロンビー - ジョン・サーマン - ジョン・テイラー - スティーブ・キューン (en:Steve Kuhn) - ステファノ・バターリア - ステファン・ミクス - チック・コリア* - チャーリー・ヘイデン* - チャールズ・ロイド (en:Charles Lloyd (jazz musician)) | - デイヴ・ホランド - ディノ・サルーシ - デヴィッド・ダーリング - デヴィッド・トーン - テリエ・リピダル - トーマス・スタンコ - トルド・グスタフセン - ニルス・ペッター・モルヴェル* - パット・メセニー及びパット・メセニー・グループ* - ビル・フリゼール* - ビリー・ハート - フランソワ・クチュリエ - ベン・モンダー - ボボ・ステンソン - ポール・ブレイ - ポール・モチアン - マーク・アイシャム - マーク・ジョンソン - マーク・ターナー (en:Mark Turner (musician)) - マティアス・アイク (en:Mathias Eick) - マヌ・カチェ - マリリン・マズール - マルチン・ボシレフスキ（シンプル・アコースティック・トリオ） - ミロスラフ・ヴィトウス - ヤン・ガルバレク - ジュリア・ハルスマン (de:Julia Hülsmann) - ヨン・クリステンセン (en:Jon Christensen (musician)) - ヨン・バルケ - ラビ・アブ＝カリル - ラルフ・タウナー - アニャ・レヒナー |

### ECM New Series
- アルヴォ・ペルト
- アンドラーシュ・シフ
- ヴァレンティン・シルヴェストロフ
- キース・ジャレット
- ギドン・クレーメル
- キム・カシュカシャン
- スティーヴ・ライヒ*
- ハインツ・ホリガー
- パウル・ギーガー
- ヒリヤード・アンサンブル
- メレディス・モンク

現在、他レーベルへ移籍した人物には*を付加する。

## 傘下レーベル
- WATT：カーラ・ブレイを中心とするレーベル。
- CARMO：エグベルト・ジスモンチの所有するレーベル。ECMがブラジル外での配給を担う。
- JAPO：アイヒャーがECMを興す以前に主催していたレーベル。各タイトルはECMに引き継がれて販売されている。ダラー・ブランド (アブドゥーラ・イブラヒム) の『African Piano』等が知られる。
- リューネ・グラモフォン（Rune Grammofon）：ノルウェーのポップグループ、フラ・リッポ・リッピ（en:Fra Lippo Lippi）のベーシスト、リューネ・クリストファーセン  (Rune Kristoffersen) が1998年に興したレーベル。2000年から2005年の間、ECMによって配給された。

## 配給元
アメリカでの配給元はポリドール、ポリグラム、ワーナー、BMGと複数のレコード会社を点々としている。現在はユニバーサル ミュージックが配給をしている。
日本国内では、1970年代後半から1980年代前半にかけてはトリオレコードが配給。ポリドールの配給を経た後に、現在はアメリカと同様にユニバーサル（ユニバーサル・ミュージック・ジャパン）が配給をしている。